# Николаев, Вячеслав Иванович
Вячеслав Иванович Николаев (31 декабря 1958 года) — российский актёр. Заслуженный артист Российской Федерации (2001).

## Биография
Окончил музыкальную школу (фортепиано, гитара, баян) и музыкальное училище им. Гнесиных (вокал).
В 1989 году окончил ЛГИТМиК.
В 1989—2004 гг. работал в московском театре «Сфера».
В 2006 году принят в Российский академический молодёжный театр. Также работает в театре «У Никитских ворот».

## Театр

### Сфера
- 1985 — «Театральный роман» М.Булгакова — Рудольфи, Бомбардов
- 1989 — «Доктор Живаго» Б.Пастернака
- 1990 — «Остров Крым» В. Аксёнова — Андрей Лучников
- 1990 — «Блаженство» М. Булгакова — Жорж Милославский
- 1991 — «Неописуемое преступление Мод Эллен» — Грей Джон
- 1992 — «Монт-Ориоль» Ги де Мопассана — Поль Бретиньи, Гонтран де Равенель, от автора
- 1994 — «Причуды соловья» — Джон
- 1994 — «Преступная троица» А. Аверченко — Клинков
- 1995 — «Король, дама, валет» В. Набокова — Франц
- 1997 — «Смех во мраке» (по роману «Камера обскура» В. Набокова) — Роберт Горн (Первая премия («Лучшая мужская роль») Московского театрального фестиваля, посвящённого 100-летию В. Набокова)
- 1998 — «Эрик XIV» А. Стриндберга — Эрик (Приз за роль на фестивале Стриндберга в Стокгольме, 1998 г.)
- 2000 — «Игра интересов» Х. Бенавенте — Криспин
- 2002 — «Он, она и любовник» — Ричард
- 2004 — «Подлинная жизнь Себастьяна Найта» В.Набокова — Себастьян Найт

### Театр Сатиры
- 2005 — «Игра» по «Свадьбе Кречинского» А. В. Сухово-Кобылина — Нелькин
- 2005 — «Нам всё ещё смешно» — Синичкин

### РАМТ
- 2001 — «Лоренцаччо» Альфреда Де Мюссе. Режиссёр: Алексей Бородин — Маркиз Чибо
- 2006 — «Повелитель мух» У.Голдинга. Режиссёр: Александр Огарёв — Офицер
- 2007 — «Берег утопии» Т. Стоппарда. 1 часть. Путешествие. Режиссёр: Алексей Бородин — Николай Кетчер
- 2007 — «Берег утопии» Т. Стоппарда. 2 часть. Кораблекрушение. Режиссёр: Алексей Бородин — Николай Кетчер
- 2007 — «Берег утопии» Т. Стоппарда. 3 часть. Выброшенные на берег. Режиссёр: Алексей Бородин — Готфрид Кинкель, немец в изгнании
- 2009 — «Приключения капитана Врунгеля». Режиссёр: Борис Гранатов — Банкир Крауф
- 2010 — «Алые паруса» А. Грина. Режиссёр: Алексей Бородин — Меннерс-отец
- 2010 — «Чехов-GALA» по одноактным пьесам А. П. Чехова. Режиссёр: Алексей Бородин — Член банка

### Театр «У Никитских ворот»
- 2006 — «Viva, Парфюм!» — Граф Бахметьев, Блондини
- 2007 — «Невидимка» — Марвел

## Кино
- 1992 — «Нога»
- 2006 — «Счастье по рецепту»

## Сериалы
- 2003 — «Возвращение Мухтара» — Иванов
- 2004 — «Кодекс чести 2» — Сергей Дергачев
- 2004 — «Ландыш серебристый 2»
- 2004 — «Мужчины не плачут»
- 2004 — «Родственный обмен»
- 2004 — «Слепой»
- 2004 — «Сыщики 3» — Профессор консерватории
- 2005 — «Горыныч и Виктория» — Борзов
- 2005 — «Любовница»
- 2005 — «Рублевка Live» — Виктор Николаев
- 2005 — «Частный детектив»
- 2005 — «Аэропорт» —  Владимир Аркадьевич
- 2006 — «Кулагин и партнеры»
- 2006 — «Автономка»
- 2007 — «Дед Мороз поневоле» — Директор фирмы
- 2007 — «Закон и порядок: Преступный умысел» (1—2 сезоны) — Олег Викторович Сергеев
- 2007 — «Адвокат»
- 2008 — «Марш Турецкого» (4 сезон) — Переверзин
- 2009—2010 — «Маргоша» — Александр, сотрудник журнала-конкурента «Мачо»
- 2010 — «Погоня за тенью» — Уткин, главный редактор